# Râul Topolița
Râul Topolița este un curs de apă, afluent al râului Moldova.

## Geografie
Bazinul hidrografic al râului Topolița are o suprafață de 268,0 km².
Râul se formează în Dealul Mare, o ramură a munților Măgura. Cursul superior al râului, amonte de confluența cu râul Agapia este numit de localnici râul Tinoasa (sau pârâul Tinoasei). Deoarece primul afluent pe care îl primește, râul Agapia, este mai mare decât râul Topolița amonte de confluență, unele lucrări consideră că râul Agapia constituie cursul principal.
Albia minoră a râului este mult mai îngustă decât a Ozanei, din cauza puterii mai mici de eroziune și transport. 
Lungimea totală a Topoliței este de 36 km, coeficientul de sinuozitate 1,38 iar panta medie, pe întregul curs este de 2 %o.
Dintre afluenții Topoliței, cei mai importanți sunt: Agapia, pârâul Netezi și Valea Seacă.

## Imagini

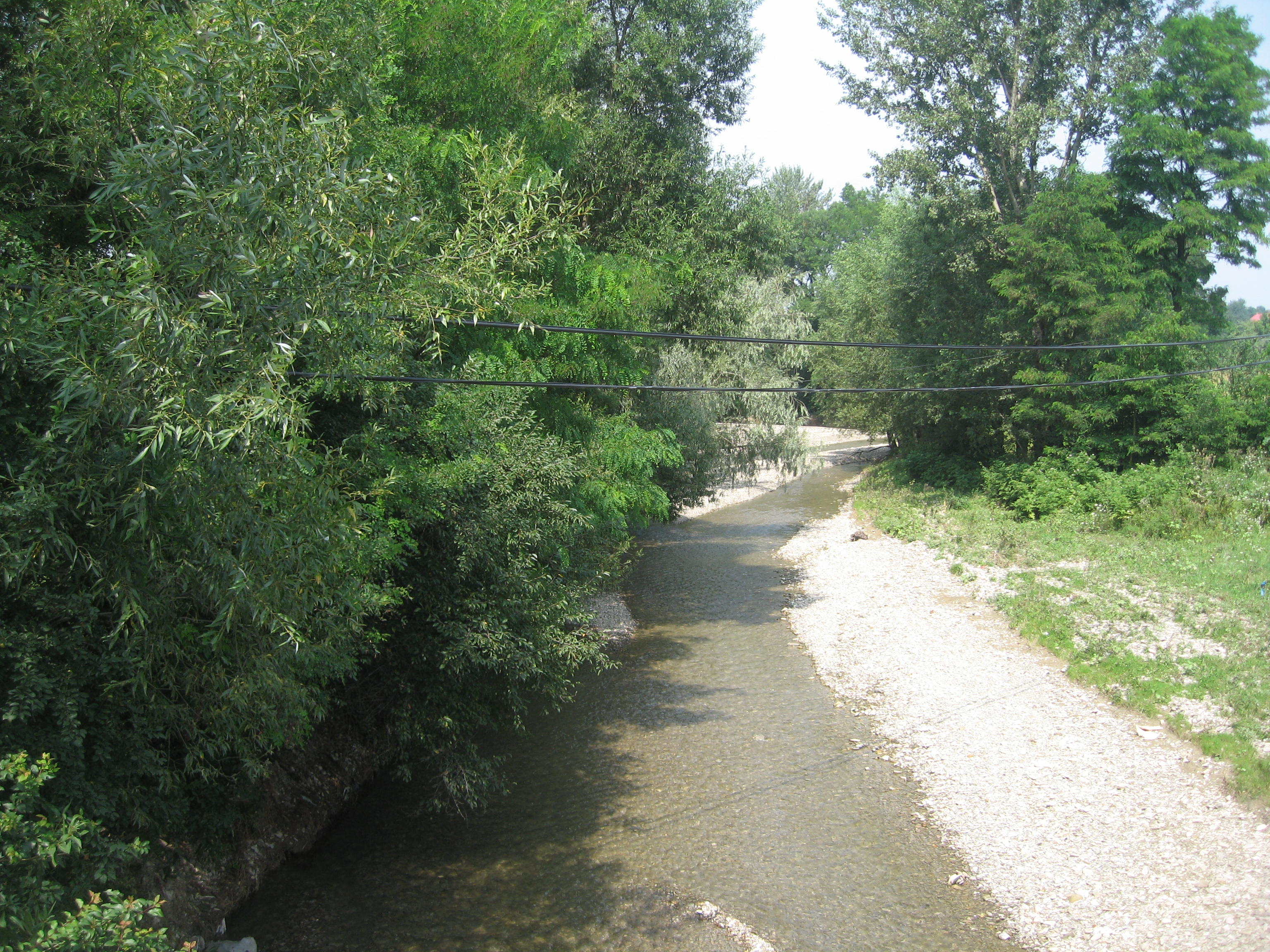
Râul Topoliţa traversând localitatea omonimă

## Hărți
- Ovidiu Gabor - Economic Mechanism in Water Management ][nefuncțională]
- Parcul Vânători-Neamț